# Kaouit (épouse de Montouhotep II)
Kaouit est une reine égyptienne, épouse de rang inférieur du roi Montouhotep II de la XIe dynastie. Sa tombe (DBXI.9) et sa petite chapelle décorée ont été retrouvées près du temple funéraire de son mari à Deir el-Bahari, derrière le bâtiment principal, ainsi que les tombes de cinq autres dames, Ashayet, Henhenet, Kemsit, Sadeh et Mayet. Elle et trois autres femmes parmi les six portaient des titres de reine, et la plupart d'entre elles étaient prêtresses d'Hathor. Il est donc possible qu'elles aient été enterrées là dans le cadre du culte de la déesse.
Son sarcophage de pierre se trouve actuellement au Musée égyptien du Caire (JE 47397). La reine est représentée avec des cheveux courts, elle est assise sur une chaise, une servante lui arrangeant ses cheveux, tandis qu'un domestique lui verse un verre. Sur son sarcophage, ses seuls titres sont prêtresse et ornement du roi (un titre pour les dames nobles de la cour), son titre de reine n'apparaît que dans sa chapelle. Dans sa tombe se trouvaient également six figurines de cire miniatures représentant Kaouit, dans de petits cercueils en bois, qui sont peut-être des versions anciennes d'ouchebti, et qui se trouvent maintenant au Musée d'Art et d'Histoire de Genève
La reine était également représentée sur des reliefs dans le temple funéraire de son mari Montouhotep II. Ces représentations sont aujourd'hui fortement détruites, mais il semble qu'elle soit apparue dans une scène montrant une rangée de femmes royales. Sur les fragments conservés, elle est représentée devant la reine Kemsit. Dans la représentation, son titre est celui d'« Épouse bien-aimée du roi ».
Ses titres sont : « Épouse bien-aimée du roi » (ḥmt-nỉswt mrỉỉ.t=f), « Ornement du roi » (ẖkr.t-nỉswt), « Ornement unique du roi » (ẖkr.t-nỉswt wˁtỉ.t), « Prêtresse d'Hathor » (ḥm.t-nṯr ḥwt-ḥrw).